# AWO-Schultenhof

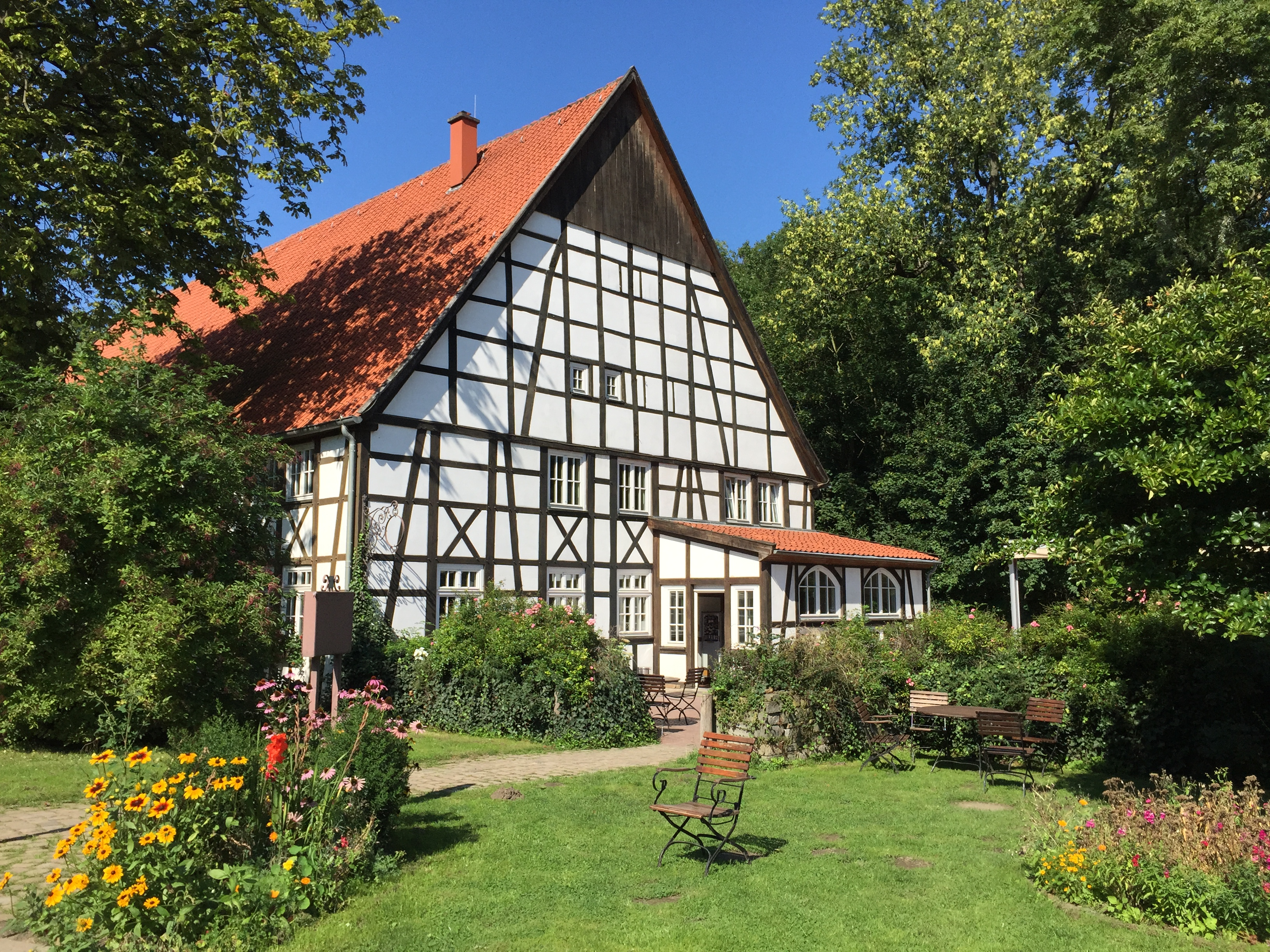
Schultenhof Dortmund

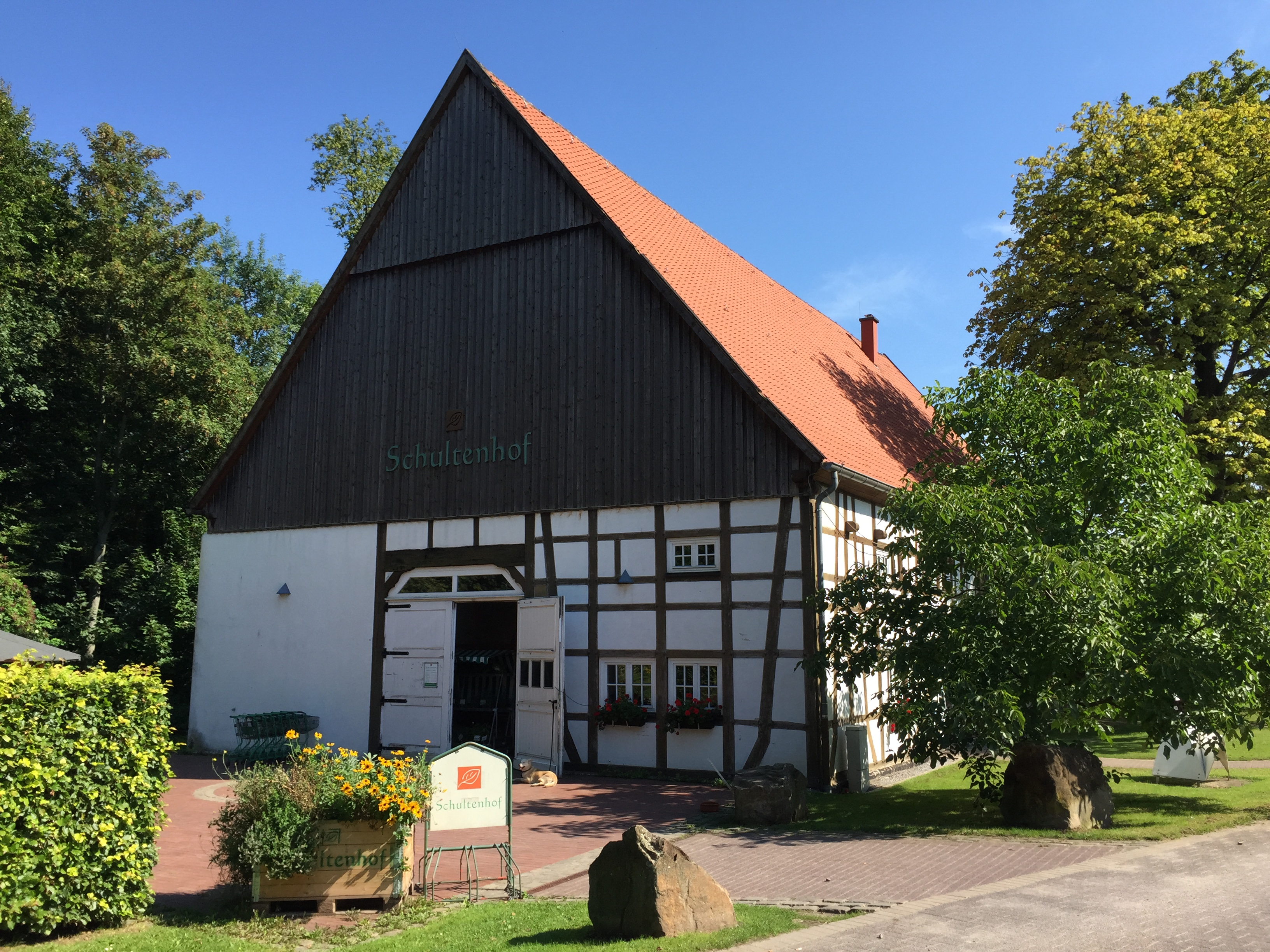
Schultenhof Hofladen

Der AWO-Schultenhof in Dortmund-Renninghausen im Stadtbezirk Hombruch ist ein Wohn- und Arbeitsprojekt der Arbeiterwohlfahrt (AWO) für behinderte Menschen in Bereich des ökologischen Landbaus mit angegliederter Freiluftgastronomie. Die Schwerpunkte sind die Eingliederung von behinderten Menschen in das Arbeitsleben im ökologischen Land- und Gartenbau.
Der Schultenhof befindet sich direkt neben dem Naturschutzgebiet Bolmke. Auf ihm werden Mastschweine, Ziegen und Hühner gehalten. Außerdem besitzt er ein Gewächshaus und es werden Veranstaltungen angeboten. Er gehört dem Bioland-Verband an. Es wird ausdrücklich nicht mit Pestiziden, Kunstdüngern oder ähnlichem gearbeitet. Das Motto des Schultenhofs lautet „Leben und Arbeiten auf einem ökologischen Betrieb“.
Der Schultenhof bietet unter anderem:
- ein Wohnheim für zurzeit 24 behinderte Menschen
- einen Biohof, der dem Anbau von Getreide, Kartoffeln, Freilandgemüse dient
- einen Hofladen, der mit einem Vollsortiment fremde und selbst hergestellte Waren anbietet
- ein historisches Bauernhaus, in dem sich auch der Hofladen befindet
- ein Landcafé mit Freiluftrestauration und Kinderspielplatz

Der Schultenhof ist als Baudenkmal in die Denkmalliste der Stadt Dortmund eingetragen.